# خداوند زوج‌ها را می‌سازد
خداوند زوج‌ها را می‌سازد(به هندی: रब ने बना दी जोड़ी:رب نه بنا دی جودی) نام فیلم کمدی رمانتیک به کارگردانی آدیتیا چوپرا ساخت سال۲۰۰۸ سینمای هند است. بازیگران اصلی فیلم شاهرخ خان وانوشکا شرما در اولین فیلمش می‌باشند. فیلم داستان کارمندی ساده و خسته‌کننده به نام
سوریندر ساهنی است که برای برنده شدن عشق دختری زیبا به نام تانی، خودش را تبدیل به شخصیتی جدید و شوخ و شنگ به نام راج کاپور می‌کند. این فیلم، سومین فیلم آدیتیا چوپرا پس از ۸سال از فیلم محبت‌ها است.
این فیلم برخلاف فیلم قبلی خان ویا یاش راج فیلمز، قبل از اکران خیلی تبلیغ نشد. چون سازندگان آن تصمیم گرفتند تا اطلاعات را نگه دارند که علت آن حملات ترور در بمبئی بود. هنگام اکران، فیلم با پاسخ مثبت منتقدین رو به رو شد و بسیاری از رکوردهای فروش را شکست. این فیلم با وجود اکران تنها۲هفته پس از حملات نوامبر ۲۰۰۸ در بمبئی وبی ثبات بودن شرایط تجارت و بازار، بلاک باستر نامیده شد. در پایان اکران، فیلم بیش از۱۵۸ کرور در سطح جهانی فروخت و تبدیل به پرفروش‌ترین فیلم هندی در خارج هند و دومین فیلم پرفروش سال هند در داخل شد. همچنین این فیلم پرفروش‌ترین فیلم شاهرخ خان با کمپانی یاش راج فیلمز در آن زمان شد. آلبوم موسیقی فیلم که توسط سلیم-سلیمان تنظیم شده‌است، اولین آلبوم موسیقی بالیوود است که وارد ده آلبوم پرفروش آی‌تیونزاستور شده‌است.
فیلمنامهٔ این فیلم توسط منتقدین تحسین شد و تنها یک روز پس از اکران آن دعوت شد تا وارد کتابخانهٔ مارگارت هریک در آکادمی علوم و هنرهای تصاویر متحرک شود. این فیلم‌نامه برای مقاصد
تحقیقاتی فقط در دسترس دانشجویان، نویسندگان، فیلمسازان و بازیگران که به‌طور منظم در میان کاربران
هستند می‌باشد.ددراددر

## داستان
مردی مهربان، ساده و خجالتی به نام سوریندر ساهنی (شاهرخ خان) یک کارمندی اداری است. او در مراسم عروسی دختر استاد سابقش، تانی گوپتا (انوشکا شارما) شرکت می‌کند. تانی دختری زیبا و شاد است و سویندر در نگاه اول از او خوشش می‌آید اما در مراسم عروسی خبر می‌دهند که داماد وخانواده اش تصادف کرده و کشته شده‌اند. پدر تانی سکته می‌کند و در آخرین لحظات عمرش از سوریندر می‌خواهد که باتانی ازدواج کند. تانی برای برآورده کردن آرزوی پدرش بدون هیچ علاقه‌ای با
سوریندر عروسی می‌کند.
پس از عروسی، سوریندر بلافاصله او را به خانهٔ اجدادی اش در امریتسار می‌بردتا حال و هوای تانی بهتر شود و ازاو مراقبت می‌کند و حتی اتاقش را هم از او جدا می‌کند؛ و با وجود علاقه‌ای که به تانی دارد نمی‌تواند آن را ابراز کند. تانی که از بی‌مهری اش احساس گناه می‌کند، به سوریندر می‌گوید که سعی می‌کند برای او همسر خوبی باشد و به او احترام بگذارد اما هرگز نمی‌تواند او را دوست بدارد.
سوریندر که از کارهای تانی خوشحال است، هرچه می‌خواهد به او می‌دهد و شب‌ها او را به سینما می‌برد و آنجاست که تانی به رویاهای دورودرازش در مورد عشق و رقص فکر می‌کند. در نهایت تانی تصمیم می‌گیرد به کلاس رقص برود تا درخانه خسته نشود.
پس از شب‌هایی که سوریندر وتانی باهم به سینما می‌روند، سوریندر بالاخره به تصویری که تانی در ذهنش از مردان ایده‌آل دارد می‌رسد و به کمک دوست آرایشگرش بابی(وینی پتاک)چهرهٔ خود را تغییر می‌دهد. موهایش را فشن می‌کند، لباس‌های آستین کوتاه چسبان و شلوار جین می‌پوشد. سپس نام خودش را راج کاپور می‌گذارد که نام یکی از قهرمان‌های فیلم مورد علاقهٔ تانی است. او به کلاس رقص تانی می‌رود و از شانس ویا خواست خدا، زوج رقص او می‌شود. راج وتانی کم‌کم باهم دوست می‌شوندو…

## بازیگران
- شاهرخ خان در نقش سوریندر (سوری) ساهنی/راج کاپور
- انوشکا شارما در نقش تانی گوپتا
- وینی پتاک در نقش بالویندر (بابی) کوشلا
- چهره‌های ویژه در آهنگ"پیر میلنگه چلته چلته":
- کاجول
- بیپاشا باسو
- لارا دوتا
- پریتی زینتا
- رانی موکرجی

## نکات ریز
بیشتر قسمت‌های فیلم با خانوادهٔ رنگ زرد پوشیده شده‌است. به خصوص در آهنگ «هاله هاله» رنگ زرد در همهٔ فیلم تقریباً دیده می‌شود.

## اکران
هنگام اکران، فیلم نقدهای مثبتی گرفت. رابرت آبله ازلس‌آنجلس تایمز فیلم را یک «کمدی، رومنس، موزیکال جذاب و دلپذیر» خواند. اشاره کرد: «خان یک بازیگر کمدی با مهارت کافی و دگرگونی فیزیکی-مانند یک پیتر سلرز-به یک جری لوئیس برونگرا تبدیل شده‌است؛ که باور دارد تانی تفاوت آن‌ها را نمی‌فهمد.» ریچل سالتز از نیویورک تایمز فیلم راًنرم، آرام و شیرین «کلمات یکی از آهنگ‌های فیلم. (هاله هاله) مخلوطی ماهرانه از کمدی، تن رایج بالیوود جدید به همراه عشق خوش فرجام از بالیوود قدیم.» توصیف کرد. منیش گجر از بی‌بی‌سی به فیلم ۴ از۵ستاره داد وگفت: «شاهرخ خان شمارا به گریه و خنده می‌اندازد به عنوان سوریندر ساده، دست وپا چلفتی و عینکی؛ و تمام اینها می‌پرند و او تبدیل به راج می‌شود. مانند یک حرفه‌ای واقعی، خان به هنگام بیان دیالوگ‌هایش در صحنه‌های کمدی و احساسی ملایمت دارد. فرانک لاونس از فیلم ژورنال اینترنشنال می‌نویسد:» زیرکانه تر و خودآگاه تر از بیشتر فیلم‌های بالیوودی. «ومی افزاید:» هوش و ذکاوت فیلم در نهایت به علاقهٔ سادهٔ مردان در زمینهٔ زیبایی تغییر می‌کند. منتقد و نویسنده میتلنگ مک دوناگ از MissFlickChick.com بیان کرد: «این فیلم در برخی محافل به عنوان یک تغییر محجوبانه از فیلم دور از بهشت ساختهٔ تاد هینز رد شد. اما این فیلم برمن تأثیری داردکه بسیاری از فیلم‌های عاشقانهٔ حال حاضر هالیوود ندارند.»
برخی از منتقدین نگاه خیلی مثبتی به فیلم نداشتند. راجیو مسند ازCNN-IBN به فیلم ۲ از ۵ ستاره داد و گفت: «بازگشت آدیتیا چوپرا به کارگردانی پس از هشت سال با یک فیلمنامهٔ عیب دار همراه بوده‌است که باعث تولید یک فیلم مأیوس‌کننده است. دیالوگ‌های هوشمندانه و شخصیت‌های جاندار فیلم اول او» دلشکستهٔ شجاع عروس را می‌برد «کجا هستند؟ هیچ نشانی از آن‌ها در این فیلم نیست. مشکل در ریشهٔ این فیلم، صحنه‌ای مصنوعی و احساسات ساختگی هستند.» درک الی از ورایتی می‌گوید: «این فیلم در ابتدا در یک حفرهٔ بزرگ توخالی فرومی‌رود.»
تعدادی از منتقدان به شباهت‌های این فیلم و فیلم‌های ابر قهرمان مانند اشاره کرده بودند.
فروش:
این فیم ۴۲۰ میلیون روپیه(۶/۴ میلیون دلار) درهفتهٔ اول به دست آورد. در هفتهٔ چهارم، ۸۶۰ میلیون روپیه (۱۳ میلیون دلار) به دست آورده بود و این فیلم را به سومین بلاک باستر متوالی شاهرخ خان طی ۲ سال تبدیل کرد. این فیلم ۸٫۴۳ میلیون دلار در خارج هند فروخت که ۲٫۰۹ میلیون دلار آن از آمریکا و ۲٫۲۴ میلیون دلار آن در بریتانیا بود و به عنوان یک بلاک باستر درخارج هند شناخته شد.

## لیست آهنگ‌ها
| شماره | شعر                                                        | خواننده(ها)             | مدت  |
| ----- | ---------------------------------------------------------- | ----------------------- | ---- |
| ۱     | توجهه من رب دک تاهه (من خدا رو در تو می‌بینم)(مرد)          | روپ کومار راتود         | ۴:۴۴ |
| ۲     | هاله هاله (نرم، آرام و شیرین)                              | سوکویندر سینگ           | ۴:۲۵ |
| ۳     | دنس په چنس (شانس رقص)                                      | سونیدی چوهان، لاب جنجوآ | ۴:۲۲ |
| ۴     | پیر میلنگه چلته چلته (در حین رفتن همدیگر را ملاقات می‌کنیم) | سونو نیگم               | ۶:۳۶ |
| ۵     | توجهه من رب دک تاهه (زن)                                   | شریا گوشال              | ۱:۴۳ |
| ۶     | دنسینگ جودی (زوج رقص)                                      |                         | ۳:۵۹ |

## جوایز
- - جوایز آپسارا:
- برندهبهترین بازیگر مرد: شاهرخ خان
- برندهبهترین بازیگر زن تازه‌وارد: انوشکا شرما
- برندهبهترین رقص آرایی: دنس په چنس
- برندهبهترین شعر: توجهه من رب دک تاهه
- برندهبهترین خوانندهٔ زن: شریاگوشال: توجهه من رب دک تاهه
  - جوایز فیلم فیر:
- برندهبهترین خوانندهٔ مرد: سوکویندر سینگ: هاله هاله
- برنده بهترین صحنهٔ سال
- نامزد جایزه فیلم‌فیر برای بهترین بازیگر مرد: شاهرخ خان
- نامزد بهترین بازیگر زن تازه‌وارد: انوشکا شرما
- نامزد بهترین بازیگر زن: انوشکا شرما
- نامزد بهترین فیلم
- نامزد بهترین کارگردان: آدیتیا چوپرا
- نامزد بهترین خوانندهٔ زن: سونیدی چوهان:دنس په چنس
- نامزد بهترین بازیگر نقش مکمل مرد:وینی پتک
  - جوایز آیفا:
- نامزد بهترین بازیگر مرد
- نامزد بهترین بازیگر نقش مکمل مرد
- نامزد بهترین شعر
- نامزد بهترین خوانندهٔ مرد
  - جوایز استارداست:
- نامزد ستارهٔ زن آینده
- نامزد بهترین فیلم
- نامزد بهترین کارگردان
- نامزدستارهٔ مرد سال
  - جوایز استار اسکرین:
- نامزد بهترین بازیگر تازه‌وارد:انوشکا شرما
- نامزد بهترین بازیگر مرد:شاهرخ خان
- نامزد بهترین رقص آرایی
- نامزد بهترین شعر
- نامزد بهترین خوانندهٔ زن
- نامزد بهترین خوانندهٔ مرد